# Ronald Waterreus
Ronald Waterreus (Lemiers, 25 augustus 1970) is een Nederlands voormalig profvoetballer, die dienstdeed als doelman. Als speler was hij actief bij Roda JC, PSV, Manchester City, Rangers, AZ en Red Bull New York. Tevens was hij zeven keer de doelman van het Nederlands voetbalelftal.
Waterreus keerde op 14 september 2009 terug bij PSV als assistent van hoofd-jeugdopleidingen Wiljan Vloet. Daarnaast was hij met enige regelmaat te zien in NOS Studio Voetbal en ook was Waterreus te zien bij Studio Sportzomer tijdens het WK voetbal in Zuid-Afrika. Of bij Rondo van Ziggo Sport.

## Carrière
Waterreus begon zijn loopbaan bij RKVV Lemirsia in Lemiers. Daarna keepte hij vijf jaar bij RKVVM uit Margraten. Waterreus werd professional bij Roda JC in 1992.

### PSV
In 1994 tekende Waterreus een contract bij PSV, waar Hans van Breukelen stopte. Waterreus werd aangetrokken als tweede keeper, achter Stanley Menzo, die overkwam van Ajax. Na enkele maanden, toen trainer Aad de Mos vervangen was door Dick Advocaat, kreeg Waterreus echter de voorkeur boven Menzo. Ook zijn tweede seizoen bleven die verhoudingen. In het seizoen 1996/97 koos PSV ervoor om Jan Willem van Ede aan te trekken, als reserve-keeper, waarmee Waterreus definitief eerste keeper leek te worden.
In de zomer van 1997 werd de Duitse doelman Georg Koch gehaald, om de strijd aan te gaan met Waterreus. Koch kon echter slecht aarden in Nederland en speelde drie wedstrijden in het begin van de competitie voordat Waterreus het heft weer in handen nam. Koch vertrok na drie maanden weer bij PSV.
Aan de start van het seizoen 1998/99, toen Bobby Robson voor de tweede maal trainer werd van de club, werd oud-PSV'er Patrick Lodewijks, ooit de gedoodverfde opvolger van Van Breukelen, teruggekocht van FC Groningen. Hij verloor ook de concurrentiestrijd en belandde op de bank achter Waterreus.
Aan het begin van het seizoen 1999/00 kreeg Waterreus van de nieuwe trainer Eric Gerets te horen dat hij derde keus geworden was achter de nieuweling Ivica Kralj en Lodewijks. PSV wilde Waterreus verkopen en bood hem bij enkele clubs in Europa aan. Waterreus was vastbesloten te blijven en meldde dat hij niet verkocht wilde worden, maar de concurrentie wilde aangaan. Mede door een blessure bij Kralj werd Waterreus wederom eerste keeper en toen Kralj weer fit was won Waterreus wederom de concurrentiestrijd en werd eerste keeper. Waterreus bleef ook in de seizoenen hierna Kralj en Lodewijks de baas, groeide door en werd in 2001 door zijn collegae gekozen tot Keeper van het Jaar. In het seizoen 2001/02 was Waterreus langdurig geblesseerd, zijn rol werd tijdelijk overgenomen door Lodewijks, maar na zijn herstel was Waterreus weer de vaste doelman.
In 2002, toen Guus Hiddink het roer had overgenomen van Gerets, presenteerde PSV Jelle ten Rouwelaar als nieuwe keeper. In de eerste wedstrijden van het seizoen, waarin Waterreus niet kon spelen vanwege een blessure, maakte de jonge keeper zo'n zwakke indruk, dat Waterreus weer snel onder de lat terechtkwam en Ten Rouwelaar verhuurd werd aan FC Groningen om meer ervaring op te doen. Het seizoen erop haalde PSV Rob van Dijk als tweede keeper en leek Waterreus weer definitief de eerste keeper van de club te zijn.
In 2004 verraste Waterreus door te vertrekken bij PSV, om zo ruimte te maken voor een nieuwe doelman en zijn geluk nog eens in het buitenland te proberen. Waterreus speelde op dat moment tien jaar bij PSV, even lang als zijn voorbeelden Jan van Beveren en Hans van Breukelen.
In tien jaar PSV won Waterreus vier nationale titels (1996/97, 1999/00, 2000/01 en 2002/03), en de KNVB beker in 1995/96. De Johan Cruijff Schaal won Waterreus zes keer. In Europese wedstrijden nam Waterreus zeven keer deel aan de Champions League en kwam hij met PSV drie keer tot de kwartfinale van de UEFA-Cup. Hij speelde in totaal 66 Europa Cup-wedstrijden voor PSV. Daarmee neemt hij de derde plaats in op de clubranglijst, achter Jan Heintze (75 duels) en Willy van de Kerkhof (67 duels).
Zelfkritiek en zelfspot is Waterreus niet vreemd. Op vragen of hij een goede keeper is, antwoordt hij doorgaans dat hij zichzelf de 'beste redelijke keeper ter wereld' vindt en niet tot de absolute top hoorde zoals zijn voorganger Jan van Beveren. Waterreus heeft altijd aangegeven dat PSV zijn club is en er graag na zijn actieve carrière terug te willen keren. Oud-voorzitter Harry van Raaij noemde hem daarop de toekomstig voorzitter van PSV. Op 14 september 2009 keerde Waterreus daadwerkelijk terug bij PSV in een functie als assistent van hoofd-jeugdopleidingen Vloet.

### Na PSV
Tot en met het seizoen 2005/06 speelde Waterreus bij Rangers. Dit na ongeveer een half seizoen bij Manchester City onder contract te hebben gestaan. Daar was Waterreus tweede doelman achter David James. Bij Rangers was Waterreus wel eerste keuze en behaalde hij de tweede ronde van de UEFA Champions League.
Op 4 december 2006 werd bekend dat Waterreus zijn carrière tijdelijk voortzette bij AZ. Hij loste daar het keepersprobleem op dat was ontstaan na blessures bij de eerste twee AZ-keepers Joey Didulica en Khalid Sinouh. Waterreus en AZ waren het officieel eens over een contract tot en met 30 juni 2007, maar beide partijen hadden afgesproken dat ze in de winterstop weer uit elkaar zouden gaan. De voormalige international wilde in 2007 aan de slag in de Amerikaanse profcompetitie Major League Soccer. Na een seizoen bij New York Red Bulls beëindigde Waterreus zijn carrière.

## Clubstatistieken
| 1992/93 | Roda JC            | Eredivisie              | 31  | 0 |   |   |   |
| 1993/94 | Roda JC            | Eredivisie              | 34  | 0 |   |   |   |
| 1994/95 | PSV                | Eredivisie              | 20  | 0 |   |   |   |
| 1995/96 | PSV                | Eredivisie              | 33  | 0 |   |   |   |
| 1996/97 | PSV                | Eredivisie              | 31  | 0 |   |   |   |
| 1997/98 | PSV                | Eredivisie              | 30  | 0 |   |   |   |
| 1998/99 | PSV                | Eredivisie              | 32  | 0 |   |   |   |
| 1999/00 | PSV                | Eredivisie              | 30  | 0 |   |   |   |
| 2000/01 | PSV                | Eredivisie              | 31  | 0 |   |   |   |
| 2001/02 | PSV                | Eredivisie              | 18  | 0 |   |   |   |
| 2002/03 | PSV                | Eredivisie              | 27  | 0 |   |   |   |
| 2003/04 | PSV                | Eredivisie              | 33  | 0 |   |   |   |
| 2004/05 | Manchester City    | Premier League          | 0   | 0 |   |   |   |
| 2004/05 | Rangers            | Scottish Premier League | 13  | 0 |   |   |   |
| 2005/06 | Rangers            | Scottish Premier League | 36  | 0 |   |   |   |
| 2006/07 | AZ                 | Eredivisie              | 6   | 0 |   |   |   |
| 2007    | New York Red Bulls | Major League Soccer     | 18  | 0 |   |   |   |
| Totaal  | Totaal             | Totaal                  | 423 | 0 | 0 | 0 | 0 |

## Nederlands elftal
In het Nederlands elftal was Waterreus lange tijd eerste reserve, na Edwin van der Sar. Hij speelde zijn eerste interland op 15 augustus 2001, tegen Engeland onder leiding van bondscoach Louis van Gaal. Vanwege een blessure van Van der Sar speelde hij in de voorronden van het Europees kampioenschap 2004 de wedstrijden tegen Tsjechië en Moldavië. Waterreus zat ook bij de selectie van het eindtoernooi in Portugal, maar kwam niet in actie.
| Interlands van Ronald Waterreus voor Nederland | Interlands van Ronald Waterreus voor Nederland | Interlands van Ronald Waterreus voor Nederland | Interlands van Ronald Waterreus voor Nederland | Interlands van Ronald Waterreus voor Nederland | Interlands van Ronald Waterreus voor Nederland |
| №                                              | Datum                                          | Wedstrijd                                      | Uitslag                                        | Competitie                                     | Goals                                          |
| Als speler van PSV Eindhoven                   | Als speler van PSV Eindhoven                   | Als speler van PSV Eindhoven                   | Als speler van PSV Eindhoven                   | Als speler van PSV Eindhoven                   | Als speler van PSV Eindhoven                   |
| ---------------------------------------------- | ---------------------------------------------- | ---------------------------------------------- | ---------------------------------------------- | ---------------------------------------------- | ---------------------------------------------- |
| 1                                              | 15.08.2001                                     | Engeland – Nederland                           | 0 – 2                                          | Vriendschappelijk                              | 0                                              |
| 2                                              | 27.03.2002                                     | Nederland – Spanje                             | 1 – 0                                          | Vriendschappelijk                              | 0                                              |
| 3                                              | 19.05.2002                                     | Verenigde Staten – Nederland                   | 0 – 2                                          | Vriendschappelijk                              | 0                                              |
| 4                                              | 12.02.2003                                     | Nederland – Argentinië                         | 1 – 0                                          | Vriendschappelijk                              | 0                                              |
| 5                                              | 29.03.2003                                     | Nederland – Tsjechië                           | 1 – 1                                          | EK-kwalificatie                                | 0                                              |
| 6                                              | 02.04.2003                                     | Moldavië – Nederland                           | 1 – 2                                          | EK-kwalificatie                                | 0                                              |
| 7                                              | 01.06.2004                                     | Nederland – Faeröer                            | 3 – 0                                          | Vriendschappelijk                              | 0                                              |

## Goed doel
Waterreus zet zich ook in voor het goede doel. Hij heeft de stichting Pantereus opgericht. De stichting zet zich in voor kattensoorten die met uitsterven zijn bedreigd. 'Als oprichter van de stichting vind ik het belangrijk om te benadrukken dat ook de natuur onze steun verdient', aldus Waterreus. Jaarlijks wordt een golftoernooi gespeeld dat geld inzamelt voor zijn stichting. Waterreus zelf heeft een single handicap

## Erelijst
PSV
- Eredivisie: 1996/97, 1999/00, 2000/01, 2002/03
- KNVB beker: 1995/96
- Johan Cruijff Schaal: 1996, 1997, 1998, 2000, 2001, 2003

 Rangers
- Scottish Premier League: 2004/05
- Scottish League Cup: 2004/05

Individueel
- Nederlands keeper van het jaar: 2001

## Trivia
- Toen Waterreus in 2004 afscheid nam van PSV, werd hij door de stadionspeaker abusievelijk aangekondigd als Ronald Koeman. Koeman was als speler eind jaren tachtig actief bij PSV, maar was destijds trainer bij rivaal Ajax.
- Waterreus stamt van een oorspronkelijk Scheveningse familie af en de achternaam is ontleend aan de legende van de Waterreus (zie Scheveningen).
- Waterreus speelde steevast met rugnummer 23 als ode aan de Amerikaanse basketballer Michael Jordan van wie hij groot fan is.